# Aśvaghoṣa
Aśvaghoṣa (80?-150? e.Kr.) (Devanagari: अश्वघोष) var en indisk filosof och författare född i Saketa i centrala Indien.

## Biografi
Aśvaghoṣa tros vara den förste dramatikern som skrev på sanskrit och anses som den största indiska poeten efter Kālidāsa. Han är bland annat författare till det episka verket Buddhacarita om Buddhas liv och lära, som utgör en förmedlande länk mellan Ramayana och den senare eposdiktningen.
En annan episk dikt är Sundarananda Kavya, som behandlar spridda episoder ur Buddhas liv. En samling Buddhalegender utgör Sutralamkara, för oss bekant endast i kinesisk översättning.

## Utmärkelser
Nedslagskratern Aśvaghoṣa på planeten Merkurius är uppkallad efter honom.